# Inflation targeting
Inflation targeting è un regime di politica monetaria ideato da Lars Svensson, economista svedese, negli anni '80.
Il regime di inflation targeting ha come obiettivo finale della politica monetaria la stabilità dei prezzi. Infatti, in un contesto di grande innovazione finanziaria, la stabilità dei prezzi fornisce un rilevante contributo alla crescita economica poiché:
- migliora la percezione dei prezzi relativi, favorendo una efficiente allocazione delle risorse;
- riduce le aspettative di inflazione e rende più semplici i programmi e le scelte degli operatori;
- minimizza il premio per il rischio di inflazione nei tassi di interesse, stimolando gli investimenti;
- evita l'arbitraria redistribuzione del reddito e della ricchezza indotta dall'inflazione;
- riduce i costi e l'assorbimento delle risorse destinate alla copertura dei rischi di variazione dei prezzi.

Il sistema si fonda su tre componenti. In primo luogo, la società, tramite il Governo, assegna alla banca centrale un obiettivo di stabilità dei prezzi fissato legislativamente. L'obiettivo inflazionistico deve essere esplicito, determinato numericamente e perseguito nel medio termine. In secondo luogo, la banca centrale viene resa indipendente. In terzo luogo, la banca centrale deve essere responsabile (accountable) del raggiungimento dell'obiettivo. Altro pilastro fondamentale affinché l'inflation targeting funzioni è l'assoluta trasparenza da parte della banca centrale che deve rendere pubbliche le previsioni sull'inflazione ed i modelli di analisi economica.
Nell'ambito di un obiettivo che è imposto, alla banca centrale è lasciata libertà nella scelta degli strumenti di politica monetaria. 
Si possono distinguere tre diverse tipologie di inflation targeting. L'inflation targeting puro prevede un obiettivo solo in termini di inflazione; l'inflation targeting flessibile delega alla banca centrale anche un obiettivo in termini di disoccupazione; l'inflation forecast targeting, infine, si pone un obiettivo non in termini di inflazione corrente ma di attese inflazionistiche.

## Diffusione
Il primo Paese ad adottare questo sistema fu la Nuova Zelanda nel 1989. In seguito fu adottato da Cile, Canada, Brasile, Israele e Messico. La Banca centrale europea ha nella sua strategia alcuni elementi di inflation targeting, differenziandosene però sotto altri aspetti.
| Controllo di autorità | LCCN (EN) sh2010012786 · J9U (EN, HE) 987007597670605171 |